# Sangiran
Sangiran é um sítio arqueológico na ilha de Java, na Indonésia. A área cobre 48 km² e fica no centro da ilha, a 15 km de Surakarta. Foi declarado Património Mundial da Humanidade pela Unesco em 1996.
Em 1934 o antropólogo Gustav Heinrich Ralph von Koenigswald começou a examinar a área, e durante as escavações realizadas entre 1936 e 1941 descobriu fosséis de um dos primeiros antecessores conhecidos da humanidade, o Pithecanthropus erectus (Homem de Java). Até agora apareceram 60 fósseis, entre eles alguns de Meganthropus.